# Загреб – Слободниця
Загреб—Слободниця — газопровід у Хорватії, який становить центральну ділянку тієї частини газотранспортної системи країни, що розрахована на роботу під тиском 7,5 МПа. 
Починаючи з 1950-х років на основі розробки родовищ міжріччя Драви і Сави у східній частині Хорватії (Славонії) утворилась розгалужена мережа газопроводів, які спершу працювали під тиском у 2,5 МПа, а потім були модернізовані до показника у 5 МПа. Вона живила численні промислові центри країни (Загреб, Сисак, Славонський Брод тощо), проте власні славонські запаси поволі виснажувались. Як результат, з 1978-го сюди через Словенію та трубопровід Рогатець – Загреб почав надходити ресурс походженням із СРСР (а потім Росії).  
Між тим, власне блакитне паливо можна було отримати з родовищ у Адріатиці (Івана, Іка, Аннамарія та інші більш дрібні), розробка яких почалась у 1999-му з видачею продукції до італійської газотранспортної мережі. За кілька років після цього, в 2006-му, проклали трубопровід Пула – Карловац, що має вихід до західної околиці Загребу в районі Лучко. Для подальшого транспортування ресурсу на схід під тиском у 7,5 МПа призначається газопровід Загреб – Слободниця діаметром 600 мм та довжиною 128 км. Він прямує з району Іваня Река на східній околиці столиці повз Сисак до Козарця (довжина ділянки 41 км)  і далі до Слободниці на західній околиці Славонського Броду (довжина ділянки 128 км). Споруджена в 2007-му перемичка Лучко—Іваня Река (довжина 20 км, діаметр 700 мм), яка включає прокладений під руслом Сави тунель довжиною біля 1 км, забезпечила з'єднання систем Пула—Загреб та Загреб—Слободниця.  
А у 2011-му до Слободниці вивели інтерконектор з угорською газотранспортною мережею Варошфьолд – Слободниця. Як наслідок, трубопровід між Загребом та Славонським Бродом став центральною сполучною ланкою двох точок входу до системи високого тиску у складі ГТС Хорватії. 
Варто відзначити, що за умови спорудження терміналу для прийому зрідженого природного газу, плавучу регазифікаційну установку якого хочуть розмістити біля острова Крк, по газопроводах Загреб – Слободниця та Слободниця – Варошфьолд імпортований ЗПГ зможе подаватись у реверсному напрямку до Угорщини, забезпечуючи диверсифікацію поставок блакитного палива до східної Європі. При цьому трубопровід від терміналу планується вивести до згаданого вище району Козараць, де він під'єднається до існуючої системи.
Максимальна пропускна здатність газопроводу Загреб – Слободниця становить 4,5 млрд м3 на рік.